# Muscle orbiculaire de la bouche
Le muscle orbiculaire de la bouche (ou muscle labial ou muscle orbiculaire des lèvres) est un muscle facial cutané orbiculaire situé autour des lèvres.

## Description
Le muscle orbiculaire de la bouche a une forme globale elliptique à grand axe horizontal. Il est composé de deux parties concentriques : une partie labiale entourée par une partie marginale.
La partie labiale est constituée d'un faisceau supérieur et d'un faisceau inférieur se croisant au niveau des commissures des lèvres.
La partie marginale est constituée des muscles incisifs supérieur et inférieur. Le muscle incisif supérieur s'insère en dedans sur le bord latéral de la fosse canine et le muscle incisif inférieur s'insère sur le saillie alvéolaire de la canine inférieure. Latéralement ils s’insèrent sur la face profonde de la peau de la commissure des lèvres.
La structure du muscle orbiculaire de la bouche est en fait l'union de deux muscles demi orbiculaires tendus entre les deux commissures labiales, l'un passant dans la lèvre supérieure, l'autre dans la lèvre inférieure.
Il fut longtemps interprété comme un sphincter avant la découverte de ces quatre sections entrelacées.
Les fibres de chaque demi orbiculaire se prolongent dans le muscle buccinateur, celles de la moitié inférieure dans la partie supérieure du buccinateur et celles de la moitié supérieure dans la partie inférieure du buccinateur.

## Innervation
Le muscle orbiculaire de la bouche est innervé par les rameaux buccaux du nerf facial.

## Vascularisation
Le muscle orbiculaire de la bouche est vascularisé par les artères labiales inférieures et supérieures.

## Action
Le muscle orbiculaire de la bouche permet des actions variées:
- fermeture de la bouche
- préhension des aliments par succion
- jeu des instruments à vent
- baiser
- expression faciale.

## Galerie

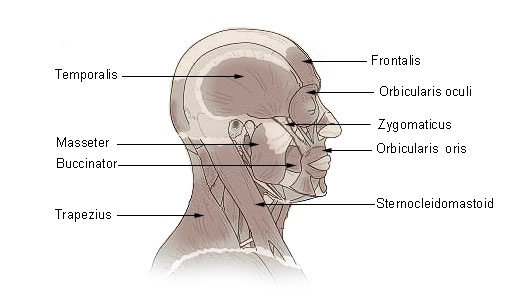
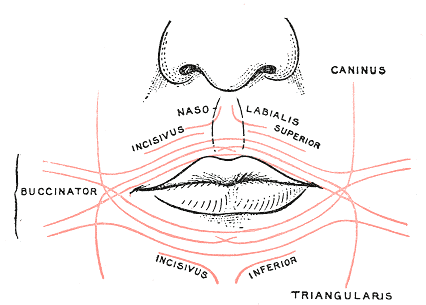
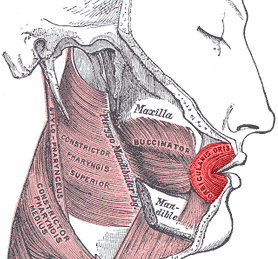